# Mir (媒体)
Mir（俄语：Мир，意为“世界”或“和平”），正式名称为国际广播电视公司“Mir”（俄语：Межгосударственная телерадиокомпания «Мир»，简称），是总部位于俄罗斯莫斯科、面向独立国家联合体（独联体）成员国播出的广播电视媒体，旗下频道频率以俄语广播。

## 概况
Mir由哈萨克斯坦首任总统努尔苏丹·纳扎尔巴耶夫于1992年提议设立，当年10月9日，独联体七个国家（亚美尼亚、白俄罗斯、吉尔吉斯斯坦、摩尔多瓦、俄罗斯、塔吉克斯坦和乌兹别克斯坦）的元首于吉尔吉斯斯坦首都比什凯克签署了组建Mir的协议，不久后，阿塞拜疆和格鲁吉亚也加入了这一行列。Mir总部位于莫斯科，由独联体各成员国代表组成的理事会负责运作。早期Mir没有属于自己的电视频道，而是借用俄罗斯公共电视台（现第一频道）的频道资源进行每天两个小时的播出；如今Mir则拥有三套电视节目和一套广播频率，并运营有新闻网站“mir24.tv”。其节目由独联体各成员国广播电视机构各自制作，之后统一传输到莫斯科再次包装后播出。

## 频道频率一览
- Mir（Мир）：电视主频道，着重介绍前苏联国家的现代生活和历史、文化、社会和经济等方面。
- Mir Premium（Мир Premium）：影视频道。
- Mir 24（Мир 24）：24小时新闻频道。
- 广播电台“Mir”（Радіо «Мир»）：Mir旗下广播频率。